# Für die Ehre des Vaters
Für die Ehre des Vaters ist ein deutsches Stummfilmdrama aus dem Jahre 1917 von Richard Eichberg mit Ellen Richter in der Hauptrolle. 

## Handlung
Dem alten Flemming, Besitzer einer großen Chemiefabrik, wird nachgesagt, er habe einst, vor zwanzig Jahren, seinem Konkurrenten Axel Gorneau eine bedeutende Formel gestohlen, auf die sein jetziger Wohlstand fußt. Gorneau erpresst den Alten damit und verlangt jetzt, dass Flemming ihn als Teilhaber in die Firma aufnimmt und ihm überdies seine Tochter Tessa zur Ehefrau gibt. Die aber ist mit dem deutlich jüngeren Chemiker Alfred Delmer glücklich verlobt. Um den Rivalen Delmer loszuwerden, versucht Gorneau, diesen mit seinen Machenschaften ins Verderben zu stürzen, wird aber an seinem finsteren Vorhaben durch die Tänzerin Ilona Fediak gehindert. Diese entlarvt Gorneau als Schwindler, Betrüger und Mörder, woraufhin sich der Finsterling das Leben nimmt.

## Produktionsnotizen
Für die Ehre des Vaters entstand von Juni bis August 1917 und wurde im Oktober desselben Jahres in Berlins Kammerlichtspielen uraufgeführt. Der Film besaß vier Akte, verteilt auf eine Länge von 1514 Metern.
Edmund Heuberger entwarf die Filmbauten.

## Kritik
Paimann’s Filmlisten resümierte: „Stoff, Photos und Szenerie sehr gut. Spiel, die Menuett-, Tanz- und Kamineinsturz-Szenen ausgezeichnet.“